# Batalha de Valmy
A Batalha de Valmy foi travada a 20 de setembro de 1792, durante as guerras da Revolução Francesa. Foi travada no início das guerras da Primeira Coligação. Nesta batalha enfrentaram-se as tropas  francesas e prussianas, um exército que espelhava a revolução e um exército convencional, criado por monarquias absolutas. O primeiro estava sob o comando dos generais Charles Dumouriez e François Kellermann, o segundo sob o comando do Duque de Brunswick. Esta batalha, que não chegou a consumar-se, foi, apesar de tudo, a primeira vitória militar da Revolução Francesa, pois o exército prussiano retirou. Não sendo um feito militarmente relevante, reveste-se de enorme importância histórica.

## Antecedentes
A Revolução Francesa tinha retirado a maioria dos poderes ao rei, Luís XVI. Parte da nobreza francesa tinha começado a emigrar e muitos, os émigrés, encontravam-se na Prússia e no Arquiducado da Áustria. Os tumultos sucedem-se na capital francesa e, de igual forma, a repressão. Luís XVI tenta a fuga mas é preso em Varennes-en-Argonne (Ver o artigo Fuga de Varennes). Uma manifestação para exigir a queda da monarquia provoca o Massacre do Campo de Marte. Aproxima-se a data da aprovação da constituição. Frederico Guilherme II da Prússia e Leopoldo II da Áustria, irmão da rainha Maria Antonieta, em reunião no Castelo de Pillnitz, na Saxónia, redigiram uma declaração, conhecida como Declaração de Pillnitz, em que pediam que fossem restituídos os poderes a Luís XVI e faziam um apelo às potências europeias para agirem antes que as ideias da Revolução Francesa se expandissem para os seus reinos. Convidaram essas potências para unirem-se com a finalidade de restaurar o poder monárquico em França. Alguns países concordaram em começar a organizar contingentes militares para responderem a este apelo mas o Reino Unido declinou o convite.
Em setembro de 1791, foi aprovada a constituição francesa e a 1 de outubro desse ano reuniu-se a Assembleia Legislativa. Apesar disto, a situação interna em França continuou a deteriorar-se e os primeiros meses de 1792, em Paris, foram de tumultos provocados pela fome que ali se fazia sentir. No dia 7 de Fevereiro desse ano, a Prússia e a Áustria estabeleceram uma aliança militar. Pressionados pelos émigrés, os governos destas duas potências esperavam tirar vantagem militar e política do caos em França e começaram a movimentar tropas em direcção à fronteira. Em breve juntar-se-á a esta aliança o Reino da Sardenha (Piemonte). O alarme que esta situação provocou levou a França, a 20 de abril de 1792, a declarar a guerra à Áustria, à Prússia e ao Piemonte.
Foi organizado um exército aliado, sob o comando de Karl Wilhelm Ferdinand, Duque de Brunswick, que proclamou, a 25 de Julho de 1792, através do que ficou conhecido como o Manifesto de Brunswick, que, se a família real francesa não fosse prejudicada, então os aliados não prejudicariam os civis franceses nem seriam autorizados saques das cidades; no entanto, se a família real fosse sujeita a actos de violência ou de humilhação, os aliados atacariam Paris. Imediatamente se verificaram combates ao longo da fronteira com a Flandres. O exército francês, desorganizado pela revolução, foi facilmente repelido pelas tropas austríacas nos primeiros combates. Estas primeiras derrotas foram vistas no exterior de França como um sinal de que este país já não tinha um exército capaz de cumprir as suas missões.
As forças aliadas avançaram pela Floresta de Argonne, capturaram as fortalezas de Longwy e Verdun e dirigiram-se a Paris. No exército francês, o general Conde de Rochambeau, comandante do Exército do Norte (Ver As forças em presença), demitiu-se descontente com o comportamento das suas tropas. Foi substituído pelo Marquês de La Fayette que, em agosto, desertou para o lado dos Austríacos. O Exército do Norte passou a ser comandado pelo general Charles-François du Perrier du Mouriez, conhecido como general Dumouriez. A junção das tropas de Dumoriez com o Exército do Centro, sob comando do general François Christophe de Kellermann, formou o exército que enfrentou com sucesso esta invasão de França.

## O campo de batalha

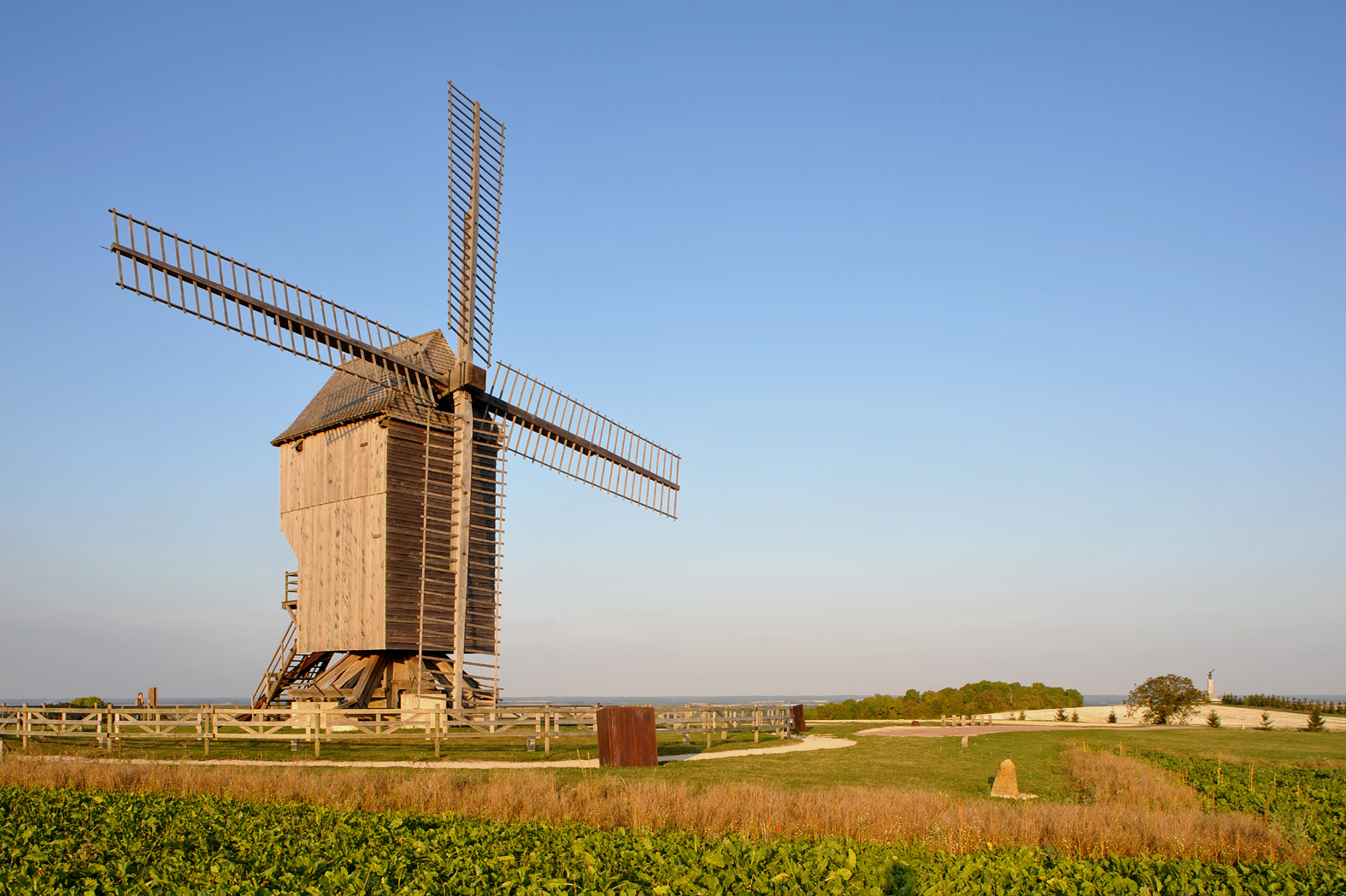
Moinho de vento reconstruído, idêntico ao que existia na colina de Valmy na altura da batalha.

Valmy é uma comuna francesa, situada no departamento do Marne, região Champagne-Ardenne, Nordeste da França, a cerca de 100 Km da fronteira com a actual Bélgica. Localiza-se perto da auto-estrada A4, entre Reims e Verdun. O local do campo de batalha está hoje bem sinalizado, por placas onde encontramos escrito «Site de la Bataille de Valmy». Um moinho de vento com cerca de 14 metros de altura, restaurado e idêntico ao que se encontrava no mesmo local durante a batalha, facilita a sua localização.
Este campo de batalha é delimitado, a Norte, pela Ribeira de Bionne, que vai desaguar no Rio Aisne, onde assentava o flanco direito do dispositivo francês. A sul do campo de batalha corre o Rio Auve, que recebe o Jeure como afluente. Trata-se de uma região agrícola, pouco arborizada, com algumas colinas de encostas suaves. A Leste do campo de batalha encontram-se os Montes Argonne, cadeia de colinas de formação rochosa e cortada por desfiladeiros e cursos de água, onde se situa a Floresta de Argonne. Por esta região passavam cinco estradas que a atravessavam em cinco desfiladeiros. Por si só, este facto já constituía uma dificuldade para o invasor mas, além disso, as estradas transformavam-se em percursos de lama quando chovia. Para Sul de Valmy estende-se uma colina em que, no seu extremo sul, foi construído o moinho de vento, e a Norte encontra-se o Monte Yron.

## As forças em presença

### A força invasora

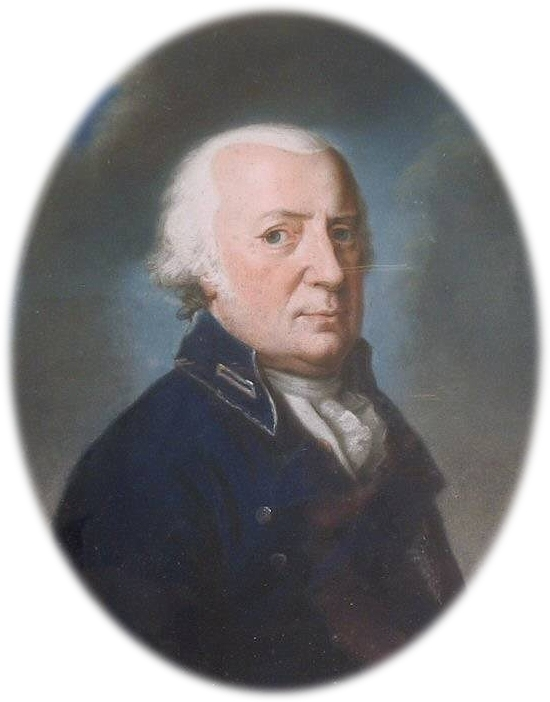
Karl Wilhelm Ferdinand, Duque de Brunswick, comandante do Exército Prussiano.

As forças invasoras eram formadas por tropas prussianas, austríacas, hessianas e émigrés sob o comando de Karl Wilhelm Ferdinand, Duque de Brunswick, oficial prussiano que tinha servido sob as ordens de Frederico o Grande e se tinha distinguido na Guerra dos Sete Anos e nas campanhas da Baviera e da Holanda. No entanto, a presença de Frederico Guilherme II da Prússia inibia Brunswick de agir exclusivamente de acordo com a sua linha de pensamento. Os exércitos prussiano e austríaco eram os mecanismos obedientes dos seus respectivos monarcas, com excelentes infantaria e cavalaria, mas com uma artilharia pouco evoluída. Muitos dos seus generais estavam velhos e alguns dos mais novos olhavam com simpatia os movimentos revolucionários em França. O elo mais fraco deste exército era o seu comando pois, entre Frederico Guilherme II da Prússia e Brunswick, não havia unidade de pensamento. O primeiro era muito influenciado pelos émigrés e o segundo não gostava deles; pelo contrário, demonstrava alguma simpatia pelos Girondinos e Jacobinos, de tal forma que, no início de 1792, o Governo Revolucionário lhe tinha oferecido o comando do Exército Francês.
O exército reunido em Koblenz contava, assim, com cerca de 82 000 homens distribuídos da seguinte forma:

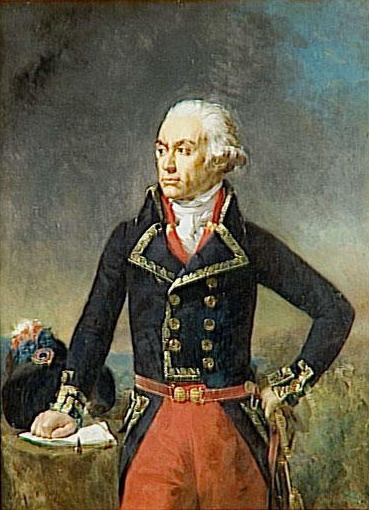
Dumouriez, comandante do Exército do Norte. Retrato póstumo, Paris, 1834.

- Sob o comando de Brunswick: 42 000 prussianos, 5 500 Hessianos e 4 500 émigrés, num total de 52 000 homens; este corpo de tropas dispunha de 58 bocas de fogo de artilharia.

- Sob o comando de François Sébastien de Croix de Clerfayt: 15 000 austríacos;

- Sob o comando do Príncipe Friedrich Wilhelm, Fürst zu Hohenlohe-Kirchberg: 15 000 austríacos.

Na Batalha de Valmy só cerca de 34 000 homens do exército de Brunswick estiveram presentes. As restantes forças estavam distribuídas ao longo da linha de comunicações com Coblenz e em outros pontos do território francês, junto à fronteira.

### A força francesa

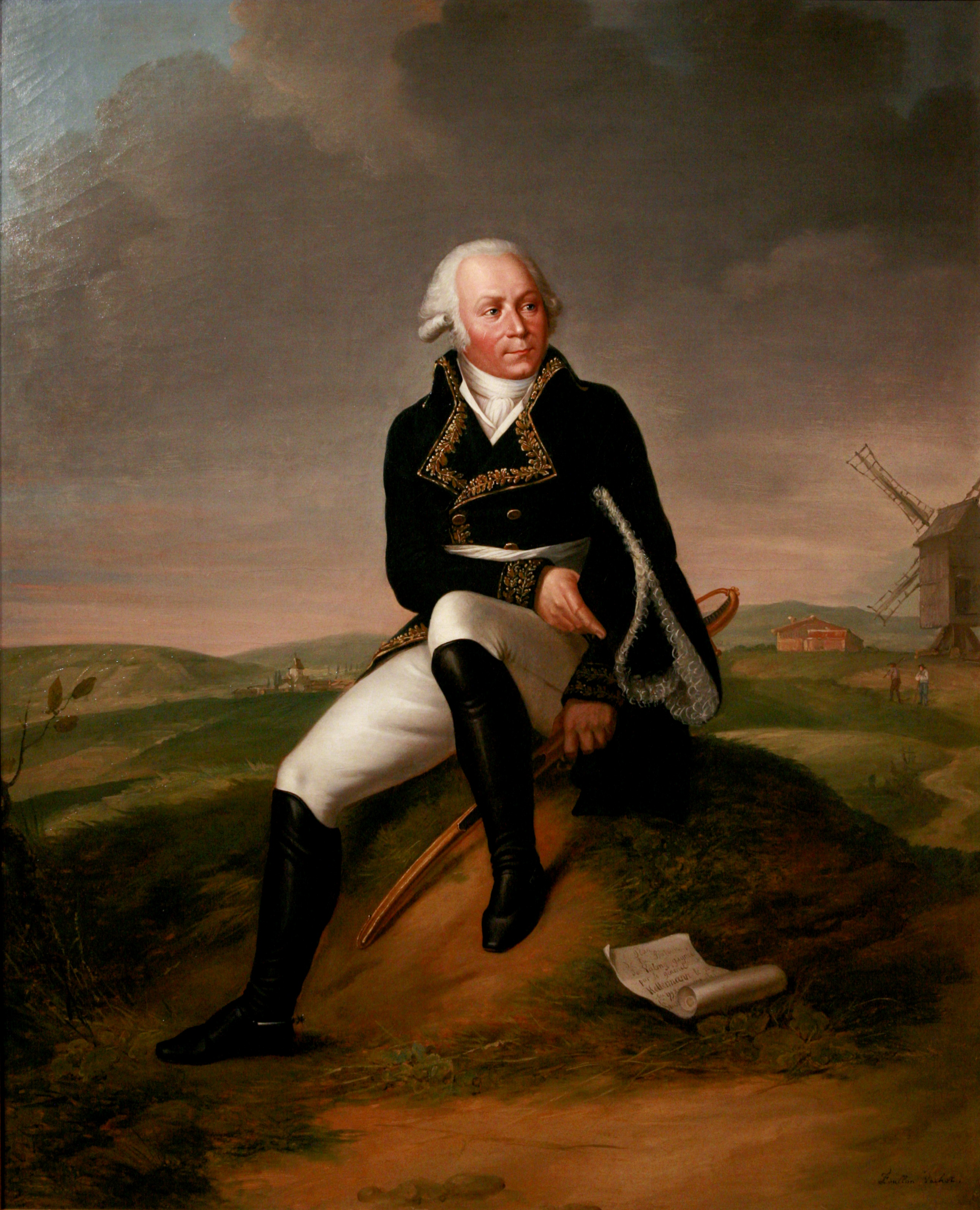
Kellermann, comandante do Exército do Centro.

O Exército Francês daquela época estava dividido em três exércitos de campanha: Exército do Norte, Exército do Centro e Exército do Reno. As forças que participaram na Batalha de Valmy pertenciam aos Exércitos do Norte e do Centro. O Exército do Norte tinha como comandante o General Charles François Dumouriez e o Exército do Centro era comandado pelo General François Christopher de Kellermann.
Embora ainda dispondo de muitos soldados do Exército Real, as fileiras eram preenchidas por muitos voluntários com pouca ou nenhuma experiência e de cuja lealdade os chefes militares duvidavam. No entanto, este era um exército animado por um espírito nacional e cabia aos seus comandantes saberem explorar esse espírito, que se traduzia numa grande força anímica.
O problema maior que então se colocava era o do enquadramento das tropas, devido à emigração de parte dos seus oficiais, especialmente de infantaria e cavalaria. Era assim, aparentemente, um exército de qualidade questionável, com um efectivo que rondaria os 52 000 homens, dos quais foram empenhados cerca de 36 000. O exército do Centro tinha cerca de 40 bocas de fogo de artilharia. Ao contrário da Infantaria e da Cavalaria, a Artilharia francesa, na época, era a melhor na Europa, devido aos progressos que tinham sido feitos sob a direcção de Gribeauval.

## A batalha

### A invasão e a marcha até Valmy
A força invasora entrou em França com três exércitos. O exército de Brunswick saiu de  Koblenz e entrou na Lorena, colocando-se entre o exército de Kellermann, em Metz, e o de Dumouriez em Sedan. No seu flanco esquerdo movimentavam-se os austríacos, sob o comando do Príncipe Hohenlohe-Kirchberg e no flanco direito o corpo de tropas de Clerfayt. Estes três exércitos juntaram-se na Lorena. O plano era atravessar o Rio Mosa e avançar pela estrada que conduzia a Paris.

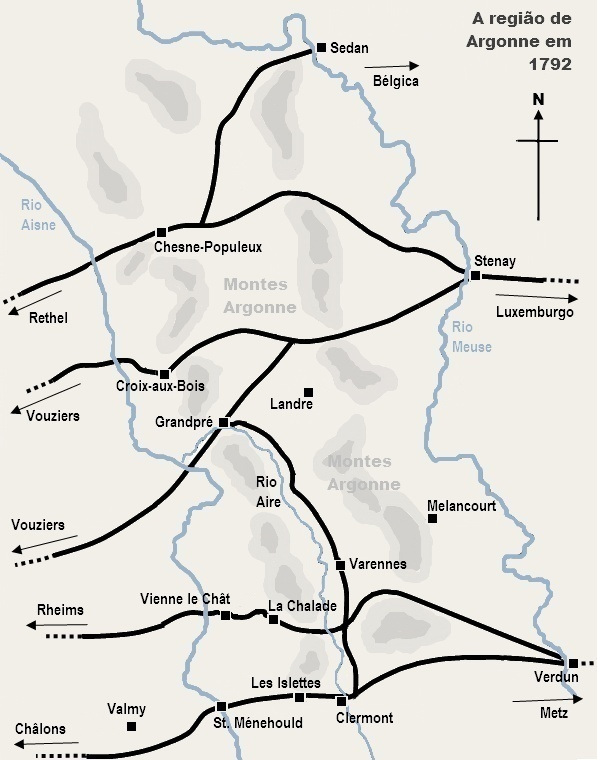
Mapa da região dos Montes Argonne, em 1792.

No dia 23 de Agosto, o exército de Brunswick atingiu a fortaleza de Longwy que, após um curto bombardeamento, aceitou render-se. Quando a ameaça passou a pender sobre a fortaleza de Verdun, Dumouriez enviou dois batalhões para reforçar a guarnição daquela praça. Não chegaram a tempo, pois a fortaleza entretanto caiu em poder dos prussianos. O exército de Dumouriez ocupou posições em St. Ménehould. A sua missão era agora defender as passagens nos Montes Argonne e aguardar a chegada de Kellermann, que tinha recebido ordens para o apoiar. O exército de Dumouriez, por si só, não dispunha de tropas suficientes para defender os cinco desfiladeiros.
Entretanto, Verdun capitulou no dia 2 de Setembro e Brunswick manteve-se ali até ao dia 11. O mau tempo que se fazia sentir desde que tinham atravessado a fronteira, transformou os caminhos em trilhos de lama, dificultando a marcha das tropas, entre as quais a disenteria começava a causar baixas. No entanto, esta demora em prosseguir com as operações deveu-se principalmente aos desentendimentos entre Brunswick e Frederico Guilherme II, que não chegavam a acordo sobre a forma como deviam actuar. Brunswick pretendia ocupar Sedan e acantonar as tropas para o Inverno em povoações da região. Para ele, o estado do exército e das estradas e a dificuldade em abastecer as tropas, justificavam esta paragem nas operações. Frederico Guilherme II, apoiado pelos émigrés e também por alguns dos oficiais de Brunswick, pretendia continuar a avançar em França e, numa grande batalha, obter uma vitória decisiva sobre os Franceses. A vitória, no seu entender, estaria assegurada, pois trava-se de confrontar um exército revolucionário, não convencional, com um exército com uma preparação e disciplina superiores. O dever de obediência, levou Brunswick a dar continuidade às operações em França.
Num reconhecimento efectuado no dia 7 de Setembro, Brunswick verificou que os franceses se tinham entrincheirado em defesa dos desfiladeiros; entendeu que um ataque frontal causaria demasiadas baixas e sugeriu ao rei um movimento torneante. Os desentendimentos sobre a forma de conduzir a guerra eram constantes. Por fim, foi decidido forçar a passagem num dos desfiladeiros e, no dia 10 de Setembro, Brunswick distribuiu as suas ordens. Perante a dificuldade em manter a posse dos desfiladeiros que iam caindo em poder do inimigo, e apercebendo-se também da lentidão dos movimentos inimigos, Dumouriez decidiu marchar para Ménehould e colocar o seu exército numa posição que lhe permitisse atacar a retaguarda do inimigo assim que ele avançasse através dos desfiladeiros.
Para pôr o seu plano em prática, Dumouriez começou a concentrar tropas na região de St. Ménehould e deu ordem para que a passagem de Les Islettes fosse defendida a todo o custo. Assim, os invasores seriam obrigados a passar os Montes Argonnes mais a norte. Brunswick enviou um representante para negociar com Dumouriez mas este recusou recebê-lo.  O emissário de Brunswick, Coronel Massenbach, nos contactos que teve com alguns militares franceses, apercebeu-se da intensa movimentação de tropas que foi interpretada como uma retirada em direcção ao Rio Marne. Ao comunicar este facto a Brunswick, este entendeu que a sua manobra tinha sido bem sucedida e, de acordo com o costume da guerra, isso equivalia a uma vitória. Mas Frederico Guilherme II não entendeu a situação da mesma forma, porque o que pretendia era a destruição do exército inimigo.

### A batalha
No dia 19 de Setembro, o Exército do Centro, sob comando do General Kellermann, atravessou o rio Auve e chegou a Dommartin-la-Planchette. Com ele vinham 17 batalhões e 30 esquadrões; ao todo, 16 000 homens.
Burnswick continuava a desenvolver o plano para um envolvimento das tropas francesas a fim de forçá-las a retirar. Decidiu fazer avançar as forças prussianas por Grandpré e, a partir daí, avançar para Sul e ameaçar La Chalade e Les Islettes a partir de Oeste. Simultaneamente, as tropas austríacas avançariam sobre as mesmas posições a partir de Leste. Esta acção, entendia ele, forçaria Dumouriez a retirar.  Dizia Brunswick ao Coronel Massenbach, que o acompanhava no reconhecimento: "Tomaremos Les Islettes e sem grande derramamento de sangue. Como sabe, devemos poupar os nossos homens, pois não somos mais numerosos".
Na manhã seguinte, o Exército Prussiano iniciou o movimento mas ao meio-dia chegou a notícia de que os franceses haviam abandonado Ménehould. Frederico Guillherme II estava presente quando chegou a notícia e, ignorando Brunswick, deu ordem para que o exército se movesse directamente para a estrada de Châlons, com a finalidade de cortar a linha de retirada dos franceses e obrigá-los a aceitar batalha. Mais tarde, outra mensagem cancelava o que tinha sido dito na primeira. No entanto, Frederico Guilherme II manteve as suas ordens. Nessa noite, acamparam ao longo da estrada entre Suippes e Valmy.

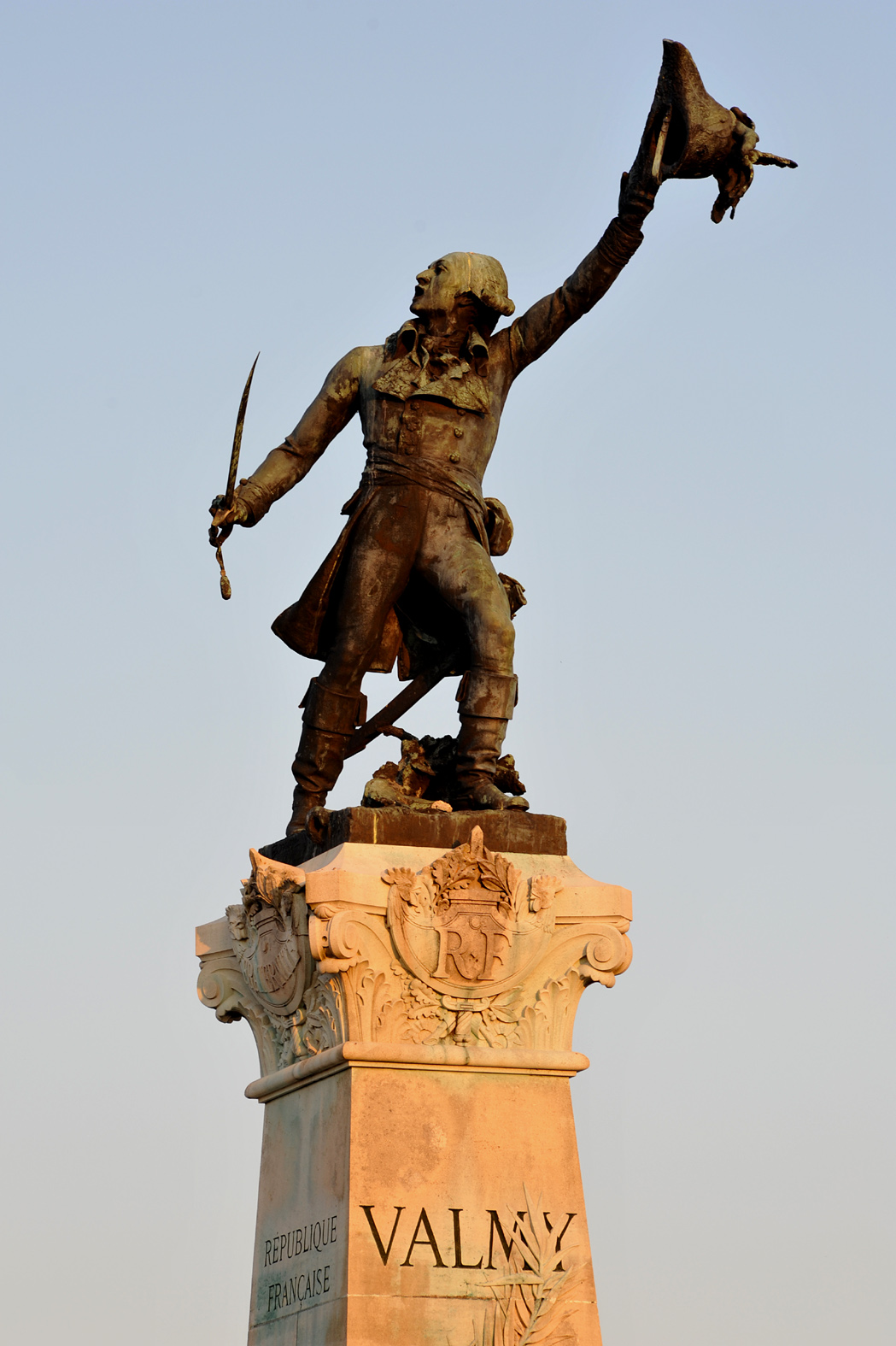
Monumento em memória do General Kellermann, erguido na linha de alturas sobre Valmy.

Kellermann, que se encontrava em Dommartin-la-Planchette, entendeu que era mais seguro mudar de posição pois, com o Rio Auve na sua retaguarda, teria dificuldade em retirar se necessário; decidiu retirar para a linha de alturas a sul daquele rio. Entre as 06h00 e as 07h00 do dia 20 de Setembro, quando Kellermann se preparava para passar para sul do Rio Auve, a guarda avançada prussiana, sob comando do Príncipe Hohenlohe, avançou para a estrada de Châlons. Kellermann viu que não tinha tempo suficiente para atravessar o Auve e decidiu ocupar as posições de Valmy e Monte Yron. Os movimentos para ocupar estas posições, no entanto, foram executados de forma confusa, possivelmente devido ao nevoeiro. Como resultado, depois de terem sido ocupadas as posições para a batalha, a infantaria, a cavalaria e a artilharia encontravam-se concentradas numa massa confusa à volta do moinho. O nevoeiro impediu os prussianos de se aperceberem desta confusão e uma parte da artilharia francesa que tinha previamente sido colocada em La Lune, repeliu alguns esquadrões prussianos que tinham avançado em reconhecimento.
Antes do início da batalha, a linha francesa estendia-se do Monte Yron a Maupertius. No Monte Yron, no flanco direito, encontrava-se a guarda avançada de Dumouriez, sob o comando de Stengel. No centro, encontrava-se o grosso das tropas de Kellermann e, logo a seguir ao moinho, para sul, em Orbeval, as tropas de Deprez-Crassier e Valence, que tinham destacamentos em Maupertius e Gizaucourt. Desta forma, Kellermann ficou posicionado à frente da metade esquerda de Dumouriez e não ao seu lado. Isto significava que iria receber sozinho o choque do assalto inimigo. Para minimizar os perigos desta situação, Dumouriez ordenou a Stengel para se manter no Monte Yron e colocou à sua retaguarda, para apoiá-lo, 16 batalhões de infantaria sob o comando de Beurnonville. Para fortalecer a esquerda de Kellermann, enviou 9 batalhões de infantaria e vários esquadrões de cavalaria para reforçarem as tropas de Valence e colocou 12 batalhões de infantaria e seis esquadrões de cavalaria, como Reserva, a Este de Oberval, sobre a estrada para Châlons. Esta era uma posição importante, pois a sua posse pelo inimigo permitia atacar as posições de Valmy a partir do seu flanco esquerdo.
Os prussianos ocuparam La Lune com a guarda avançada e o corpo principal do exército foi disposto numa frente voltada para Monte Yron e Valmy, com o seu flanco esquerdo em Bionne e o flanco direito em La Lune. Perto do meio-dia, quando o nevoeiro começou a levantar, os prussianos viram perante si, não um exército em retirada, como esperavam, mas um exército disposto em ordem de batalha, pronto para receber o ataque do inimigo. Kellermann, junto do moinho, gritou "Vive la nation" e imediatamente, das fileiras, os seus soldados responderam "Vive la nation! Vive la France! Vive notre général!".

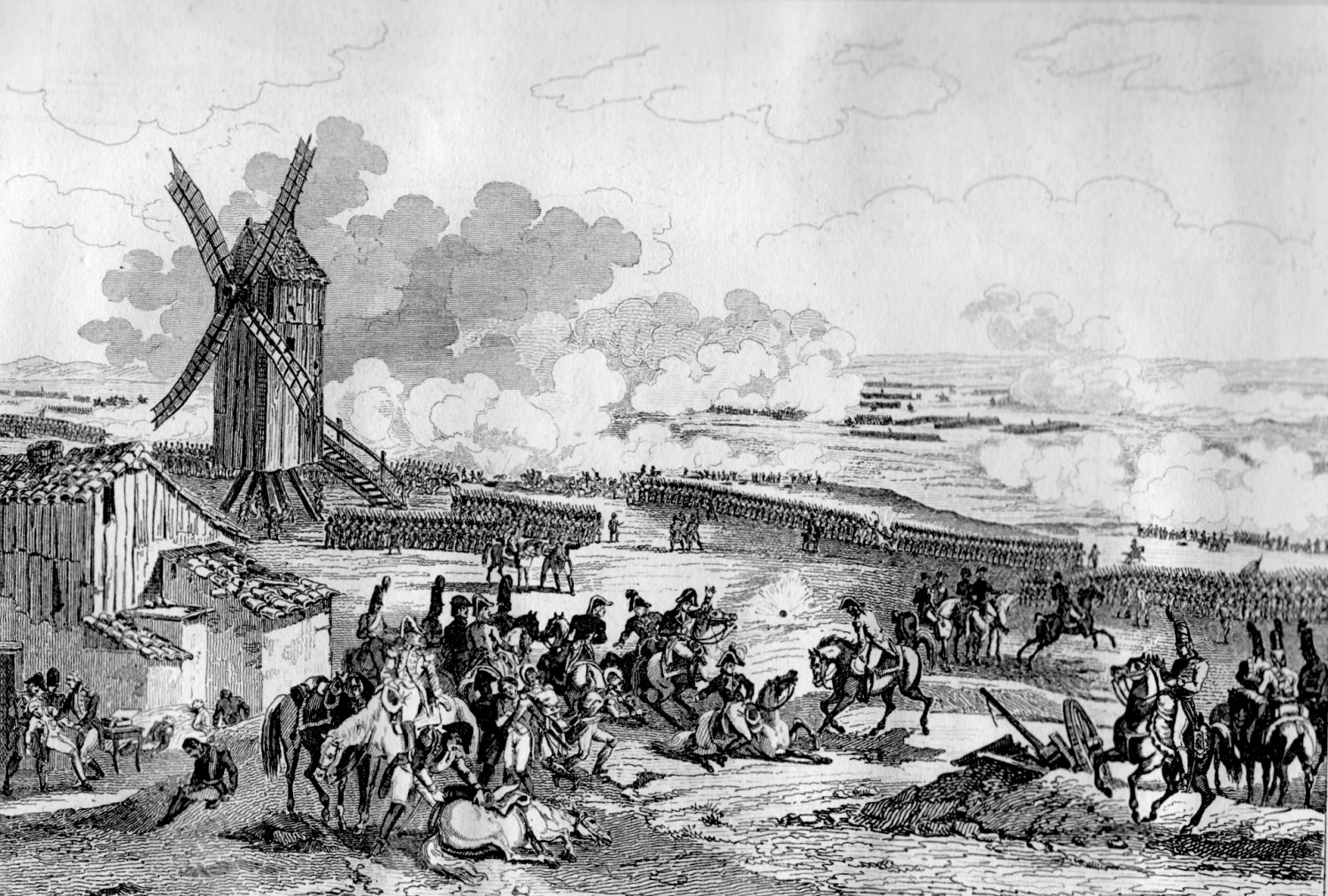
Representação da Batalha de Valmy, na obra de A. Hugo, France Militaire, Histoire des armées françaises de terre et de mer de 1792 à 1837, Tome 1, Delloye, Paris, 1838.

Enquanto isto se passava, a artilharia prussiana ocupava posições ao longo da linha, de La Lunette para norte, a cerca de 1 200 metros da artilharia francesa. Assim que o nevoeiro levantou e permitiu às tropas terem visibilidade suficiente, começou o duelo de artilharia. Cada um dos lados gastou mais de 20 000 munições, mas a longa distância (para a época) a que se encontravam fez com que as baixas fossem ligeiras. Além disso, o solo argiloso estava tão encharcado que a maioria das balas se enterravam e pouco ou nenhum dano provocavam. Esta acção da artilharia não provocou, portanto, o efeito que Brunswick esperava: a retirada imediata das forças francesas. A única coisa a fazer agora era atacar a posição de Valmy.
A infantaria prussiana formou em duas linhas de ataque mas, assim que iniciou o avanço, a artilharia de Kellermann começou a fazer fogo sobre ela. Alguns batalhões hesitaram e perderam o ímpeto do ataque. Brunswick que, embora tivesse dado ordens para o ataque, se opunha à sua realização, aproveitou a oportunidade e parou o avanço das suas tropas. A explosão de três carros de munições provocou confusão na linha francesa mas esta recuperou rapidamente, recompuseram a sua linha e mantiveram a artilharia a funcionar. A relativa facilidade com que a linha defensiva francesa se recompôs após a explosão, fez com que Brunswick mantivesse a  decisão de não continuar o ataque. As tropas prussianas retiraram-se da região de Valmy.
Ao fim do dia, os franceses tinham perdido cerca de 300 homens e os prussianos 184. As fracas condições sanitárias em que se encontrava o exército de Brunswick, a aproximação do inverno, com o consequente aumento das dificuldades em abastecer as tropas, e a insegurança da sua linha de comunicações, justificam a decisão de Brunswick. Mas não se pode ignorar a opinião que formou dos comandantes franceses. "Dumoriez e Kellermann provaram serem generais a não desprezar. Escolheram excelentes posições … Ao seu exército não faltava nada e a nós faltava-nos tudo".

## Consequências
A Batalha de Valmy foi um verdadeiro teste entre os exércitos conservadores e os exércitos revolucionários. Brunswick era considerado pelos militares da antiga escola como sendo o melhor general de então, famoso pelas suas campanhas na Holanda (1787), assentes muito mais na manobra que no confronto directo. Na campanha em França, durante quase um mês, os dois exércitos manobraram um contra o outro. A impetuosidade, os desacordos internos, a ineficácia e as situações de pânico que surgiam repentinamente, marcaram as operações francesas. Os movimentos dos prussianos foram extremamente lentos, subordinados a um sistema de abastecimentos completamente ineficaz. No dia 20 de Setembro, em Valmy, ambos os exércitos apresentavam alguma desordem e a batalha, na realidade, não foi mais que um grande duelo de artilharia. Embora não sendo uma grande vitória, Valmy foi importante porque Brunswick decidiu não seguir para Paris.
Mas a verdadeira importância desta batalha é histórica, pois introduz no conflito, ao lado dos exércitos profissionais, o exército de cidadãos. De 1792 a 1795, a França vai opor-se a quase toda a Europa e é com este novo tipo de exército que vai triunfar. Enquanto as monarquias absolutas europeias não tinham capacidade para mobilizarem os povos que dirigiam e, por isso, não conseguiam ultrapassar o tipo de recrutamento profissional e mercenário que gerava exércitos de efectivos reduzidos, a Revolução Francesa veio alterar esta situação porque o Poder era considerado o intérprete da vontade geral da comunidade e isso conferia-lhe a capacidade de mobilizar recursos humanos e materiais numa escala nunca antes atingida.
A 6 de Novembro de 1792, a vitória francesa na batalha de Jemappes viria confirmar a capacidade deste novo exército de cidadãos no campo de batalha. Houve derrotas, mas foram suplantadas pelas vitórias alcançadas.